# Optische Aufheller

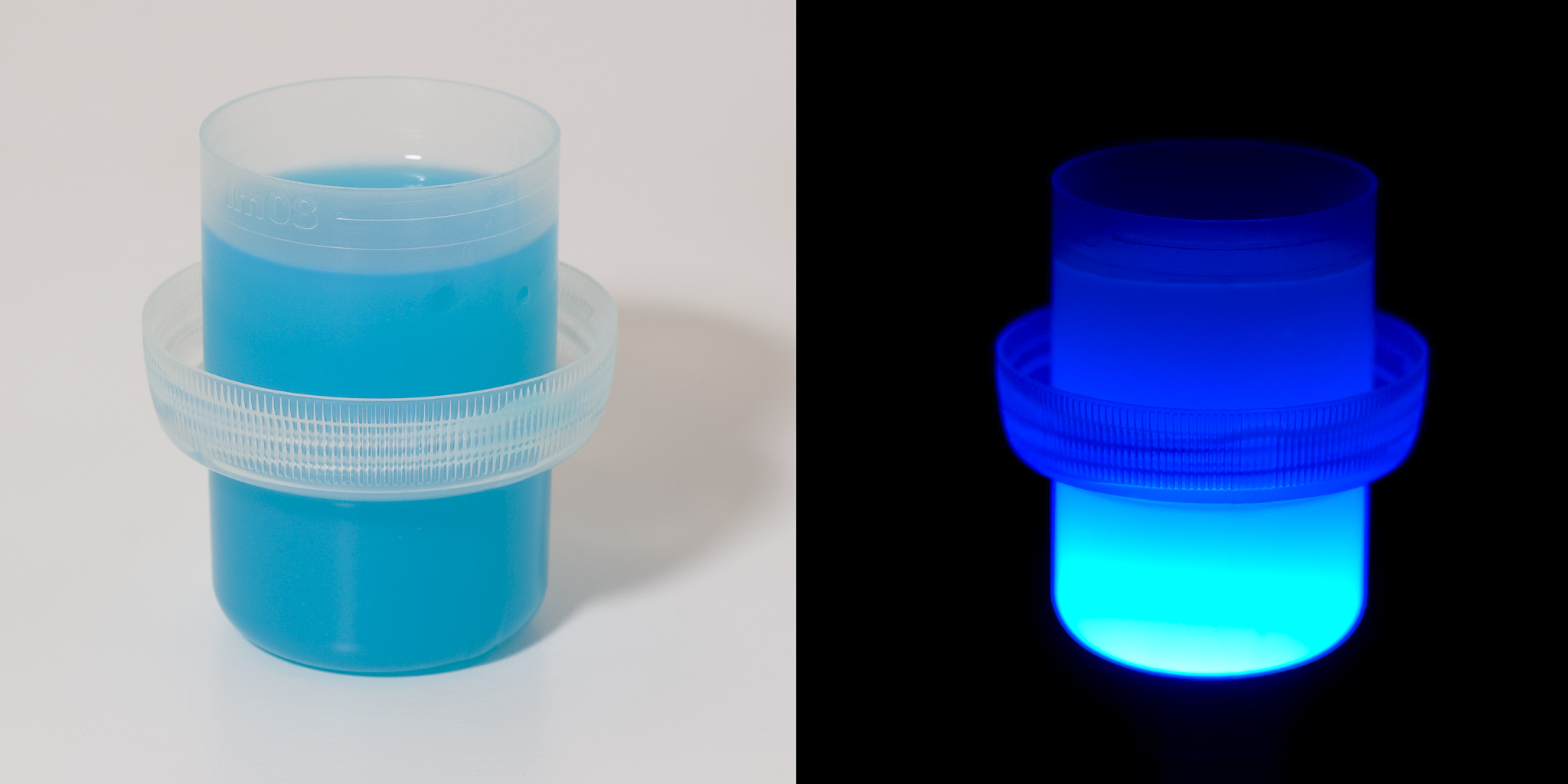
Flüssigwaschmittel. Rechts: leuchtend unter ultravioletter Strahlung

Optische Aufheller oder Weißtöner (umgangssprachlich Weißmacher) sind fluoreszierende Substanzen, deren Funktion die Steigerung des Weißgrads, insbesondere durch Kompensation des Gelbstichs, von Materialien ist.

## Einsatz
Ihre häufigste Verwendung finden sie in der Waschmittel-, Textil-, Faser-, Papier- und Kunststoffindustrie, um eine durch Bleichen nicht restlos beseitigte, auf Reststoffen beruhende Gelblichkeit der aufzuhellenden Stoffe zu kompensieren.

## Geschichte
Rosskastanien wurden schon frühzeitig (wegen der enthaltenen Saponine) als Waschmittel eingesetzt, bereits Ende des 18. Jahrhunderts bemerkte man, dass Rosskastanienextrakte (das fluoreszierende Aesculin enthaltend) die Wirkung von Bleichlaugen verbesserten, die Fluoreszenz der Extrakte wurde 1929 von Paul Krais untersucht, dies führte zur Entwicklung optischer Aufheller für Waschmittel.

## Wirkungsweise
Optische Aufheller benötigen für ihre Wirkung Ultraviolettstrahlung. Besonders bei kräftiger Sonne und klarem, blauem Himmel im Freien oder unter geeigneter künstlicher Beleuchtung (mit hohem UV-Anteil) wirkt das Weiß dann weißer. Fluoreszenz ist die Ursache der aufhellenden Wirkung der optischen Aufheller. Diese sind Substanzen, die aus dem unsichtbaren Ultraviolett (bei 290–400 nm) absorbieren und nach intramolekularem Zwischenspiel den größten Teil der absorbierten Energie im sichtbaren Licht wieder emittieren. Fluoreszenzstoffe, die bei 400–480 nm, möglichst bei 430–440 nm emittieren, sind am geeignetsten. Geeignete Gruppierungen für die Moleküle von modernen optischen Aufhellern sind heterocyclische Fünfringe wie Oxazol-, Triazol- und Imidazol-Reste. Sie haben eine hohe Quantenausbeute der Fluoreszenz.
Durch die Emission von zusätzlichem, blauem Licht steigt die Remission (Farbsättigung) über 100 %, dadurch erscheint das Grundmaterial heller (weißer als weiß). Zusätzlich ergibt die additive Zumischung blauen Lichtes eine Überdeckung von Gelbtönen. Im Übrigen wirkt ein blaues (kühles) Weiß intensiver, es wird leichter mit Hochweiß assoziiert. Der „Grauschleier“ wird besser verdeckt als bei leicht rot- oder grünstichigem Weiß.
Weiße Papiere und weiße Textilien werden heute meist optisch aufgehellt. Textilien und Papier erscheinen dadurch leuchtender. Unter ultravioletter Strahlung („Schwarzlicht“), etwa in der Diskothek, wird auf Grund der hohen Lichtintensität bei umgebendem Dunkel das emittierte Fluoreszenzlicht besonders intensiv wahrgenommen, und bei einem Farbreiz um 440 nm auch als deutlich blau. Ähnliche Verhältnisse finden sich im Bräunungsstudio. Im Gegensatz zur normalen Tagesumgebung mit gebundenen Körperfarben und Strukturen werden durch die Emissionen „strahlende“ Lichtfarben gesehen.

## Stoffgruppen

Chemische Struktur C.I. Fluorescent Brightener 260 (Blankophor BBH)

Heute verwendete optische Aufheller lassen sich in sechs Gruppen einteilen,
- Stilben-Verbindungen, insbesondere Triazinyl-Derivate von 4,4'-Diamino-2,2'-stilbensulfonsäure (Flavonsäure).[6] Diese Gruppe der optischen Aufheller wurde 1940 unter dem Markennamen Blankophor durch die Bayer AG in den Markt eingeführt.[7] Sie ist mit einem Anteil von etwa 80 % aller produzierten optischen Aufheller die größte Gruppe und ist für Zellulose und Polyamide geeignet.
- Ethylen-, Phenylethylen- und Thiophen-Derivate, die zwei hetero-aromatische Reste (z. B. den Benzoxazol-Rest) enthalten (hydrophob, als Zusätze in Schmelzspinnverfahren)
- Cumarin- und Carbostyril-Derivate (werden heute nicht mehr verwendet)
- 1,3-Diphenyl-2-pyrazoline (zur optischen Aufhellung von Protein-Fasern, Celluloseacetat und Polyamiden)
- Naphthalimide (wichtigster Vertreter N-Methyl-4-methoxy-naphthalimid, sehr stabil)
- Verbindungen, bei denen ein kondensierter Aromat direkt mit einem Heteroaromaten verbunden ist wie Thiazole, Pyrazole, Oxadiazole oder Triazine (zum Beispiel das 2,4-Dimethoxy-6-(1'-pyrenyl)-1,3,5-triazin)

Heute werden etwa 400 verschiedene Stoffe als Optische Aufheller mit einer Gesamtmenge von über 33.000 t/a produziert. In dieser Zahl sind verschiedene Applikationsformen des gleichen Grundkörpers mitgezählt. Von den optischen Aufhellern, deren Absorptionsmaximum kurzwelliger als sichtbares Licht ist, müssen die bunten Tagesleuchtfarben unterschieden werden, die im grünen und gelben (Brillantflavin) und im Roten (Rhodamine) fluoreszieren und hier ihre Anwendung für Effektzwecke und Sicherung finden.

## Verwendung

### Waschmittel
Im Waschmittelbereich sind optische Aufheller in erster Linie für das Waschen heller Textilien mit Vollwaschmitteln vorgesehen. Die Funktion der Waschmittel-Aufheller besteht im Ersetzen von Aufhellern, die ausgewaschen oder während des Tragens photochemisch abgebaut werden. Auf diese Weise wird eine zunehmende Vergilbung und Verblassung der Textilien verhindert und so die Nutzungsdauer erhöht. Der Gehalt von optischen Aufhellern in Waschmitteln bewegt sich von 0,03 % bis 0,3 % (Trockenmasse) mit einem Durchschnittswert von 0,15 %.
Die heutigen Waschmittel enthalten fast ausschließlich die beiden Stilbenderivate DAS1 (Dinatrium-4,4-bis[(4-anilino-6-morpholino-1,3,5-triazin-2-yl)amino]-stilben-2,2-disulfonat) und DSBP (Dinatrium-4,4-bis(2-sulfostyryl)-biphenyl). Das Marktverhältnis von DAS1 zu DSBP beträgt in Europa ca. 85 % zu 15 %. DAS1 und DSBP sind Natriumsalze aromatischer (bei DAS1 zusätzlich heterozyklischer) Sulfonsäuren. In gelöster Form liegen sie infolge der hohen Acidität von Sulfonsäuren bei pH-Werten von 6 bis 8 als Anionen vor. Die Sulfonatgruppen sind für die mäßige Wasserlöslichkeit der ansonsten hydrophoben Aufheller verantwortlich.
Das früher verwendete Wäscheblau ließ die Wäsche eher grau erscheinen, weil die Absorption des blauen Lichts durch die Wäsche (Vergilben) durch die Absorption aller anderen Lichtanteile kompensiert wurde.

### Textilien
Bereits im 19. Jahrhundert wurde über die Fluoreszenz des Aesculins, bzw. sonnenlichtbestrahlter, wässriger Auszüge von Rosskastanienrinde berichtet. Um 1929 beobachtete der deutsche Chemiker Paul Krais (1866–1939), dass Textilwaren (Wolle- und Flachsfasern) nach Behandlung mit Aesculin (aus einem Extrakt der Rosskastanie) weißer erschienen als sonst. Das vom Aesculin abgeleitete 4-Methylumbelliferon war der erste industriell hergestellte Aufheller. Diese zunächst benutzten optischen Aufheller waren jedoch wenig licht-, wasser- und waschecht. Die ersten gut auf der Faser haftenden optischen Aufheller waren die Derivate der 4,4′-Diamino-2,2′-stilbendisulfonsäure.

### Papier
Optische Aufheller werden bei der Herstellung von manchen Papiersorten rezeptiert. Papiere sind so „leuchtend“ weiß. Angewendet werden sie bei Magazinpapieren und Plakatpapieren, um hier eine bessere Helligkeit zu erreichen.
Weißpigment für Papier ist Titandioxid, dieses erhöht den Weißgrad, zur optischen Aufhellung werden fluoreszierende organische Stoffe zugesetzt. Zudem wird als Ersatz von Titandioxid heute oft auch fein gemahlenes und hoch weißes oder gefälltes Calciumcarbonat verwendet.
Bei einer Überdosierung von optischen Aufhellern kann die Absorption bis ins Sichtbare reichen, so tritt ein gegenteiliger Effekt ein, das Papier wird nicht heller, sondern der Farbton geht ins Grünliche.

### Tagesleuchtfarbe
Nicht selbst fluoreszierende Farbmittel können durch Zumischung von gewissen optischen Aufhellern zu Buntfarben mit Tagesleuchtfarbencharakter werden. Auf Grund der besonderen Absorptions- und Emissionsmaxima eignen sich diese Zusammensetzung allerdings nur für Blau- bis Blaugrüntöne. Da optische Aufheller für die Absorption von Ultraviolett und Emission im Blaubereich gefertigt werden, ist diese Einschränkung immanent. Dieser Einsatz spielt gesondert für Signalfarben eine gewisse Rolle.

## Umweltrelevanz
Während des Waschvorgangs koppeln die optischen Aufheller an die Gewebefaser. Da es sich um einen Gleichgewichtsprozess handelt, verbleibt ein Teil in der Waschlösung und gelangt so in das Abwasser und dadurch weiter in die Kläranlage. In den Klärschlamm gehen bis zu 50 % der Aufheller über, der Rest wird in die Gewässer (Vorfluter) eingetragen. Wegen der Resistenz der Aufheller gegen mikrobiellen Abbau im Boden und im Wasser kann eine bedenkliche Akkumulation eintreten. In Gewässern und an Bodenoberfläche erfolgt bei Sonnenlicht ein langsamer photolytischer Abbau.
Eine hormonelle Wirkung von bestimmten Stoffklassen wird diskutiert. Bei optisch aufgehellten Textilien ist eine Aufnahme der Aufheller in den Körper trotz des direkten Hautkontaktes aufgrund des hohen Molekulargewichts unwahrscheinlich. Ökologisch arbeitende Textil-, Waschmittel- und Papierhersteller verzichten dennoch auf optische Aufheller, um schädigende Wirkungen auszuschließen.

## Übertragene Bedeutung
Im übertragenen Sinn werden in der Öffentlichkeitsarbeit beschönigende, verzerrende PR-Methoden auch als Weißmacher bezeichnet. Meist ist das begrifflich etabliertere Greenwashing gemeint, das für die Eigendarstellung von Unternehmen steht, die gezielt ein umweltbewusstes Image lancieren wollen.